# 盧克·佩瑞
考伊·卢瑟·“路克”·派瑞三世（英語：Coy Luther "Luke" Perry III，1966年10月11日—2019年3月4日），美國演員。他曾在1990年至1995年和1998年到2000年出演電視劇《飛越比佛利》（Beverly Hills, 90210）。2019年3月4日因嚴重中風病逝。

## 早年生活
盧克生於俄亥俄州曼斯菲尔德，父親是名鋼鐵工人，母親是位家庭主婦。他在三名子女中排行第二。他的父母在他6歲時離婚，而後母親嫁給一位建築工，兩人育有一子。他的生父在他14歲時因心臟病離世。